# Maureen Louys
 (juin 2020).
Si vous disposez d'ouvrages ou d'articles de référence ou si vous connaissez des sites web de qualité traitant du thème abordé ici, merci de compléter l'article en donnant les références utiles à sa vérifiabilité et en les liant à la section « Notes et références ».
Maureen Louys est une animatrice belge née le 3 novembre 1978 à Liège. Elle est diplômée en communication et communication commerciale à l'Institut des hautes études des communications sociales de Bruxelles. Elle exerce son métier à la RTBF depuis 2003, et en particulier, quotidiennement, à la radio, entre 2008 et 2013, sur la station VivaCité.

## Biographie

### Formation
Maureen Louys est diplômée en communication et communication commerciale à l'Institut des hautes études des communications sociales de Bruxelles.

### Carrière

#### À la télévision
Elle commence sa carrière à la RTBF en présentant Tu passes quand tu veux avec David Antoine en 2003.
Elle continue en remplaçant Corinne Boulangier à l'animation de Génies en herbe, d'abord avec Thomas Van Hamme puis avec Jonathan Bradfer.
En 2005, elle coanime l'Eurovision junior 2005 lors de sa venue en Belgique, en collaboration avec Marcel Vanthilt de la VRT. C'est également Maureen qui dévoile les résultats belges à l'Eurovision.
Depuis 2005, elle anime l'émission Les Cinglés du record qui est diffusée sur Télétoon France et sur la Télévision suisse romande, et depuis cette année-là elle anime également Yparaikanoël, diffusé en décembre, avec Jérémy Ganneval.
En 2006, elle anime Fata Morgana, avec sa sœur Barbara.
En 2007, 2008 et 2009 elle anime Y'a pas pire conducteur, avec Jean-Louis Lahaye.
Octobre 2008, elle retrouve son collègue David Antoine pour animer avec elle Ils sont fous ces humains, une émission de gags, diffusée sur Gulli (TNT).
Depuis septembre 2009, elle anime le rendez-vous d'humour de la Deux sur la RTBF Le Meilleur de l'humour.
En 2010, elle anime Y'a pas pire animal, avec Jean-Louis Lahaye.
Depuis le mardi 20 décembre 2011, elle présente l'émission The Voice Belgique, sur La Une.
Depuis mai 2013, elle coprésente le Concours Eurovision de la chanson, avec Jean-Louis Lahaye.
Elle anime les trois prime times Ça n'arrive pas qu'aux autres, dont le premier est diffusé le 24 octobre 2014 sur la RTBF,. La deuxième saison de cinq émissions de Ça n'arrive pas qu'aux autres se déroule du 9 octobre au 6 novembre 2015,. TV5 Monde propose ce programme depuis décembre 2015.
Elle annonce qu'elle quittera la RTBF à la fin de l'année 2024.

#### À la radio
Entre 2008 et 2013, Maureen Louys a toujours exercé sur VivaCité en tant qu'animatrice de radio ou de chroniqueuse. Précisément :
- en 2008, elle coprésente quotidiennement Y'a pas pire avec Jean-Louis Lahaye ;
- en 2009, elle présente quotidiennement Bruxelles Aller-Retour sur le décrochage bruxellois de VivaCité ;
- en 2010-2011, elle tient un billet d'humeur le mercredi matin dans l'émission de Thomas Van Hamme À vous de voir ;
- entre 2010 et 2012, elle coprésente quotidiennement Faut pas chercher avec Raphaël Scaini la première année, puis, la saison suivante, avec Jean-Louis Lahaye le plus souvent. Elle se distingue alors en dénichant des sites internet sur des sujets drôles ou surprenants ;
- durant l'été 2012, elle coanime quotidiennement Le Jugement dernier, le plus souvent avec Jean-Louis Lahaye dans le rôle d'avocats assistés en alternance de Kody Kim et de James Deano qui tiendront le rôle de juge sur toutes sortes de sujets loufoques. L'interactivité avec les auditeurs au travers des SMS ou de la page Facebook de l'émission est alors poussée à son maximum ;
- en 2012-2013, elle tient un billet humoristique le jeudi matin dans l'émission de Benjamin Maréchal Le 8-9. Elle y tient aussi durant cette saison une rubrique applications smartphone/tablette le vendredi ;
- durant l'été 2013, elle coprésente quotidiennement Viva pour le monde avec Jean-Louis Lahaye.

#### Francofolies
Durant les Francofolies de Spa qui se déroulent du 17 au 21 juillet 2013, elle anime une émission spéciale résumé de la journée.